# Conde de Paço de Vitorino
Conde de Paço de Vitorino é um título nobiliárquico criado por D. Carlos I de Portugal, por Decreto de 7 de Setembro de 1907, em favor de Francisco de Abreu de Lima Pereira Coutinho.
Titulares
1. Francisco de Abreu de Lima Pereira Coutinho, 1.º Conde de Paço de Vitorino.

Após a Implantação da República Portuguesa, e com o fim do sistema nobiliárquico, usaram o título: 
1. Francisco de Abreu Calheiros de Noronha Pereira Coutinho, 2.º Conde de Paço de Vitorino;
2. Pedro de Abreu de Lima Calheiros de Noronha Lobo Machado Pereira Coutinho, 3.º Conde de Paço de Vitorino;
3. José Bernardino de Magalhães Pereira Coutinho, 4.º Conde de Paço de Vitorino.